# Список медалістів зимових Олімпійських ігор 1960
VIII Зимові Олімпійські ігри проходили в американському місті Скво-Веллі. Всього в змаганнях взяли участь 665 спортсменів з 30 країн світу. Було розіграно 27 комплектів нагород у 8 дисциплінах 4 видів спорту.

## Біатлон
| Дисципліна                           | Золото                  | Срібло                      | Бронза                    |
| Чоловіки: індивідуальна гонка, 20 км | Клас Лестандер · Швеція | Антті Тюрвяйнен · Фінляндія | Олександр Прівалов · СРСР |

## Гірськолижний спорт
| Дисципліна                   | Золото                                   | Срібло                                        | Бронза                                           |
| Чоловіки: швидкісний спуск   | Жан Вюарне · Франція                     | Ганс-Петер Ланіг · Об'єднана німецька команда | Гі Перійя · Франція                              |
| Чоловіки: гігантський слалом | Рогер Штауб · Швейцарія                  | Пепі Штіґлер · Австрія                        | Ернст Гінтерзеєр · Австрія                       |
| Чоловіки: слалом             | Ернст Гінтерзеєр · Австрія               | Маттіас Лайтнер · Австрія                     | Шарль Бозон · Франція                            |
| Жінки: швидкісний спуск      | Гайді Бібль · Об'єднана німецька команда | Пенелопа Піту · США                           | Траудль Гехер · Австрія                          |
| Жінки: гігантський слалом    | Івонна Рюгг · Швейцарія                  | Пенелопа Піту · США                           | Джуліана Мінуццо · Італія                        |
| Жінки: слалом                | Енн Геггтвейт · Канада                   | Бетсі Снайт · США                             | Барбара Геннебергер · Об'єднана німецька команда |

## Ковзанярський спорт
| Дисципліна             | Золото                                    | Срібло                                    | Бронза                   |
| Чоловіки: 500 метрів   | Євген Грішин · СРСР                       | Білл Дісней · США                         | Рафаель Грач · СРСР      |
| Чоловіки: 1500 метрів  | Роальд Ос · Норвегія Євген Грішин · СРСР  | —                                         | Борис Стенін · СРСР      |
| Чоловіки: 5000 метрів  | Віктор Косичкін · СРСР                    | Кнут Йоганнесен · Норвегія                | Ян Песман · Нідерланди   |
| Чоловіки: 10000 метрів | Кнут Йоганнесен · Норвегія                | Віктор Косичкін · СРСР                    | Челль Бакман · Швеція    |
| Жінки: 500 метрів      | Хельга Гаасе · Об'єднана німецька команда | Наталія Донченко · СРСР                   | Джинн Ешворт · США       |
| Жінки: 1000 м          | Клара Гусєва · СРСР                       | Хельга Гаасе · Об'єднана німецька команда | Тамара Рилова · СРСР     |
| Жінки: 1500 метрів     | Лідія Скобликова · СРСР                   | Ельвіра Серочинська · Польща              | Гелена Пілейчик · Польща |
| Жінки: 3000 метрів     | Лідія Скобликова · СРСР                   | Валентина Стеніна · СРСР                  | Еві Гуттунен · Фінляндія |

## Лижне двоборство
| Дисципліна                  | Золото                                  | Срібло                    | Бронза                |
| Нормальний трамплін / 15 км | Георг Тома · Об'єднана німецька команда | Нормод Кнутсен · Норвегія | Микола Кусаков · СРСР |

## Лижні гонки
| Дисципліна                   | Золото                                                                          | Срібло                                                                          | Бронза                                                                        |
| Чоловіки: 15 км              | Гокон Брусвеен · Норвегія                                                       | Сікстен Єрнберг · Швеція                                                        | Вейкко Гакулінен · Фінляндія                                                  |
| Чоловіки: 30 км              | Сікстен Єрнберг · Швеція                                                        | Рольф Ремгорд · Швеція                                                          | Микола Анікін · СРСР                                                          |
| Чоловіки: 50 км              | Калеві Гямяляйнен · Фінляндія                                                   | Вейкко Гакулінен · Фінляндія                                                    | Рольф Ремгорд · Швеція                                                        |
| Чоловіки: естафета 4 × 10 км | Фінляндія · Тоймі Алатало · Ееро Мянтюранта · Вяйньо Гугтала · Вейкко Гакулінен | Норвегія · Гаральд Греннінген · Гальгейр Бренден · Ейнар Естбю · Гокон Брусвеен | СРСР · Анатолій Шелюхін · Геннадій Ваганов · Олексій Кузнєцов · Микола Анікін |
| Жінки: 10 км                 | Марія Гусакова · СРСР                                                           | Любов Козирєва · СРСР                                                           | Радія Єрошина · СРСР                                                          |
| Жінки: естафета 3 × 5 км     | Швеція · Ірма Йоганссон · Брітт Страндберг · Соня Едстрем                       | СРСР · Радія Єрошина · Марія Гусакова · Любов Козирєва                          | Фінляндія · Сіїрі Рантанен · Еева Руоппа · Тойні Пьоусті                      |

## Стрибки з трампліна
| Дисципліна | Золото                                         | Срібло                    | Бронза                    |
| Чоловіки   | Гельмут Рекнагель · Об'єднана німецька команда | Ніїло Галонен · Фінляндія | Отто Леодольтер · Австрія |

## Фігурне катання
| Дисципліна                | Золото                               | Срібло                                                         | Бронза                                    |
| Чоловіче одиночне катання | Девід Дженкінс · США                 | Кароль Дівін · Чехословаччина                                  | Дональд Джексон · Канада                  |
| Жіноче одиночне катання   | Керол Гейсс · США                    | Шаук'є Дейкстра · Нідерланди                                   | Барбара Ролс · США                        |
| Парне катання             | Барбара Вагнер · Роберт Пол · Канада | Маріка Кіліуз · Ганс-Юрген Бомлер · Об'єднана німецька команда | Ненсі Ладінгтон · Рональд Ладінгтон · США |

## Хокей
| Золото | Срібло | Бронза |
| США | Канада | СРСР |
| Воротарі — Джек Мак-Картен, Лоренс Палмер; захисники — Джон Меясич, Джон Кіррейн, Роберт Овен, Родні Паавола; нападники — Вільям Клірі, Вільям Крістіан, Роджер Крістіан, Томас Вільямс, Роберт Клірі, Пол Джонсон, Велдон Ольсон, Роберт Мак-Ві, Річард Родерхайзер, Річард Мередіт, Юджин Грація. | Воротарі — Дональд Гед, Гарольд Гарлі; захисники — Гаррі Сінден, Джек Дуглас, Мо Бенуа, Дерріл Слай; нападники — Фред Етчер, Роберт Еттерслі, Джордж Самойленко, Флойд Мартін, Боббі Руссо, Джеймс Коннеллі, Дональд Роул, Роберт Форен, Кеннет Лофмен, Кліфф Пеннінгтон, Роберт Мак-Найт. | Воротарі — Микола Пучков, Євген Єркін; захисники — Генріх Сидоренков, Альфред Кучевський, Микола Сологубов, Юрій Баулін, Микола Карпов; нападники — Веніамін Александров, Костянтин Локтєв, Олександр Альметов, Юрій Цицинов, Михайло Бичков, Володимир Гребенников, Віктор Пряжников, Євген Грошев, Віктор Якушев, Станіслав Петухов. |